# Lőkös Ildikó
Lőkös Ildikó (Szeged, 1957. február 25. –) színházi dramaturg, egyetemi tanár.

## Életpályája
1975–1979 között a Budapesti Tanárképző Főiskola magyar-történelem szakos hallgatója volt. 1979–1980 között Maglódon volt magyar–történelem szakos pedagógus. 1980–1982 között a Karikás Frigyes utcai általános iskola tanára volt. 1985–1988 között a Színház- és Filmművészeti Főiskola dramaturg szakos hallgatója volt Ungvári Tamás és Bacsó Péter osztályában. 1988–1992 között az egri Gárdonyi Géza Színház dramaturgja volt. 1992–1994 között a zalaegerszegi Hevesi Sándor Színházban volt dramaturg. 1997–2000 között és 2012–2013-ban a tatabányai Jászai Mari Színházban dolgozott dramaturgként. 1998–2012 között az Új Színház dramaturgja volt, de közben, 2002–2003 között a Vidám Színpad dramaturgja is volt. 2013–2014-ben a Bárka Színház dramaturgja. 2014 óta a Játékszín dramaturgja. 1993–1998 között, majd 2012-ben is tv-műsorokat szerkesztett, dolgozott többek közt Friderikusz Sándorral is. 1995–2009 között drámatörténetet tanított a Pesti Barnabás Gimnáziumban. 2001-2015ig a Színházi Dramaturgok Céhének társelnöke. 2004-től a Színház- és Filmművészeti Egyetem DLA hallgatója. 2005–2007 között, és 2014-től újra a Magyar Képzőművészeti Egyetem látványtervező tanszékének dramaturgia tanára volt. 2006–2009 között a Színház- és Filmművészeti Egyetemen szövegértést és drámaolvasást oktatott.

## Családja
Szülei: Lőkös Zoltán (1925–1999) újságíró és Lázár Ilona (1931–). 1979-ben házasságot kötött Kelecsényi Lászlóval. Két gyermekük született: Vera (1982) és János (1983).

## Színházi munkái
A Színházi Adattárban regisztrált bemutatóinak száma: szerzőként: 5; színészként: 1.

### Szerzőként
- Ballada a senki fiáról (2004)
- Migrénes csirke (2004)
- Királyi kaland (2008)
- Sörgyári capriccio (2011)
- A pasi a szomszéd sír mellől (2013)

### Színészként
- Szigligeti Ede: Liliomfi....Kányai szomszédasszonya

### Dramaturgként
- Erdmann: Mandátum (1989)
- Eörsi István: Sírkő és kakaó (1989)
- Gray: Kicsengetés (1990)
- Illés-Vas: Trisztán (1993)
- Dorst: Ezt a levelet Fernando Krapp írta nekem (1993)
- Shakespeare-Zsótér: Zalaszentivánéji álom (1993)
- Marinkovicz: Glória (1994)
- Szigligeti Ede: Liliomfi (1997)
- Cocteau: Rettenetes szülők (1998)
- Noren: Az éjszaka a nappal anyja (1999)
- Caragiale: Micsoda éjszaka! (1999)
- Goldoni: Szmirnai komédiások (1999)
  - Nyári kalandok (2009)
- Csiky Gergely: Ingyenélők (2000)
- Nagy Ignác: Tisztújítás (2000)
- Molière: A fösvény (2001, 2007)
- Gianotti: A vén szerelmes (2001)
- Thomas: A mi erdőnk alja (2002)
- Vaszary Gábor: Az ördög nem alszik (2002)
- William Shakespeare: Lear király (2002)
  - Hamlet (2003)
  - Rómeó és Júlia (2006)
  - Sok hőhó semmiért (2006)
  - A makrancos hölgy (2009)
- Frisch: Biedermann és a gyújtogatók (2004)
- Kusan: Galócza (2004)
- Erdős Virág: Biblia (2005)
- Péterfy Gergely: A vadászgörény (2005)
- Szabó–Bereményi: Az ajtó (2005)
- Anouilh: Médeia (2006)
- Moldova György: Malom a pokolban (2006)
- Williams: Az ifjúság édes madara (2006)
- Weiss: Marat/Sade (2006)
- Závada Pál: Bethlen (2007, 2010)
- Csokonai Vitéz Mihály: A méla Tempefői (2007)
- Hubay–Ránki–Vass: Egy szerelem három éjszakája (2007)
- Nagy–Parti: Tisztújítás (2007)
- Makk–Lőkös–Lackfi–Sebő: Királyi kaland (2008)
- Hunyady Sándor: Júliusi éjszaka (2008)
- Térey János: Jeremiás avagy Isten hidege - felolvasószínház (2010)
- Kundera–Fekete: A lét elviselhetetlen könnyősége (2008)
- Einsemann–Baróti–Dalos: Bástyasétány 77 (2009)
- Molnár Ferenc: A hattyú (2009)
- Erdős-Forgách-Garaczi-Háy-Tasnádi: Magyar staféta (2009)
- Ács János: Casanova Nuovo (2009)
- Garaczi László: Ovibrader (2010)
- Móricz Zsigmond: Nem élhetek muzsikaszó nélkül (2010)
- Márta–Szálinger: Csodálatos mobilvilág (2010)
- Divinyi Réka: A Játékkészítő (2015)[6]

## Könyv
- Új Színház – könyv, 1998-2008; szerk. Lőkös Ildikó; Új Színház, Bp., 2007

## Díjai, elismerései
- Bálint Lajos-vándorgyűrű (2001)
- Jászai Mari-díj (2006)